# Liste der Monuments historiques in Ciré-d’Aunis
Die Liste der Monuments historiques in Ciré-d’Aunis führt die Monuments historiques in der französischen Gemeinde Ciré-d’Aunis auf.

## Liste der Objekte
| Bezeichnung          | Beschreibung                                         | Standort                                   | Kennzeichnung | Schutzstatus | Datum | Bild |
| -------------------- | ---------------------------------------------------- | ------------------------------------------ | ------------- | ------------ | ----- | ---- |
| Kelch und Patene     | Silber, 19. Jahrhundert                              | Kirche Nativité-de-la-Sainte-Vierge (Lage) | PM17002113    | Inscrit      | 2006  |      |
| Osculum pacis        | Bronze, vergoldet, erste Hälfte des 19. Jahrhunderts | Kirche Nativité-de-la-Sainte-Vierge (Lage) | PM17002114    | Inscrit      | 2006  |      |
| Altar und Tabernakel | Holz, vergoldet, 18. Jahrhundert                     | Kirche Nativité-de-la-Sainte-Vierge (Lage) | PM17001413    | Inscrit      | 1984  |      |